# Бишхолц
Бишхолц (фр. Bischholtz) насеље је и општина у источној Француској у региону Алзас, у департману Доња Рајна која припада префектури Саверн.
По подацима из 2011. године у општини је живело 279 становника, а густина насељености је износила 116,74 становника/km². Општина се простире на површини од 2,39 km². Налази се на средњој надморској висини од 195 метара (максималној 242 m, а минималној 182 m).

## Демографија
| 1962. | 1968. | 1975. | 1982. | 1990. | 1999. | 2011. |
| ----- | ----- | ----- | ----- | ----- | ----- | ----- |
| 236   | 252   | 256   | 240   | 244   | 240   | 279   |

График промене броја становника у току последњих година